# Пјеве а Нијеволе
Пјеве а Нијеволе (итал. Pieve a Nievole) је насеље у Италији у округу Пистоја, региону Тоскана.
Према процени из 2011. у насељу је живело 8704 становника. Насеље се налази на надморској висини од 28 м.

## Становништво
Према резултатима пописа становништва 2011. у општини је живело 9.460 становника.
| 1931. | 1936. | 1951. | 1961. | 1971. | 1981. | 1991. | 2001. | 2011. |
| ----- | ----- | ----- | ----- | ----- | ----- | ----- | ----- | ----- |
| 3.569 | 3.581 | 3.956 | 4.440 | 6.402 | 7.619 | 8.489 | 9.098 | 9.460 |